# Polygonia gigantea

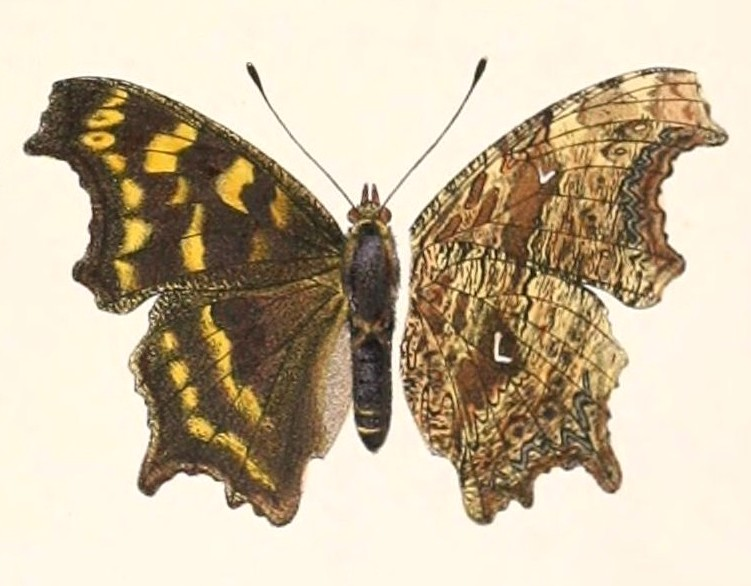
Polygonia gigantea spp. bocki

Polygonia gigantea ist ein Schmetterling (Tagfalter) aus der Familie der Edelfalter (Nymphalidae), der in China vorkommt.

## Beschreibung
Polygonia gigantea ist größer als der auch in Mitteleuropa vorkommende C-Falter. Sie hat ähnlich geschnittene, aber breitere Flügel und eine sehr verschiedene Unterseite, auf der u. a. eine blaue submarginale Zickzackbinde auffällig ist. Bei der Regenzeitform bildet sich auch auf der Vorderflügelunterseite ein weißes hakenförmiges Zeichen, zusätzlich zu dem für die Falter der Gattung typischen weißen Haken auf der Hinterflügelunterseite. Die Trockenzeitform wird als extensa Leech bezeichnet. Sie hat stumpfer gezackte Flügel mit hellerer Grundfarbe, weniger dunkle Zeichnungen und ist verwaschen. Die Unterseite ist in helleren Tönen marmoriert. 
Die Unterart bocki Rothschild hat eine fahl ockergelbe Grundfarbe und eine deutlich dunklere Zeichnung. Auf beiden Flügeln ist die helle Saumlinie von der Randbinde verdeckt. Die äußere Fleckenreihe des Vorderflügels ist zu einer breiten, unregelmäßigen Querbinde umgestaltet. Der Hinterrandfleck ist mit dem Fleck am Zellende zusammengeflossen. Der Doppelfleck in der Zelle ist zu einem breiten Viereck vergrößert und das Wurzelfeld ist stark verdunkelt. Die Unterseite dagegen ist heller, trüb olivgelblich, dunkelbraun marmoriert und gestrichelt. Die blaue Zickzackbinde ist am Außenrand vom Hinterwinkel an sehr deutlich, bricht aber in der Mitte des Randes ab.

## Ähnliche Arten
- Der C-Falter (Polygonia c-album) (Linné, 1758) kommt in Europa, Nordafrika und Asien bis Japan vor.[1]
- Polygonia c-aureum (Linné, 1758) ist in Ostasien verbreitet und hat postdiskal blaue Flecke auf den Flügeloberseiten.[2]
- Polygonia egea (Cramer, [1775]) ist von Südeuropa über Kleinasien und Zentralasien bis Afghanistan verbreitet und besitzt weniger schwarze Zeichnungselemente, besonders basal auf der Hinterflügeloberseite fehlt das Schwarz.[2]
- Polygonia interposita (Staudinger, 1881) hat rundere Einschnitte am Flügelrand und ausgedehntere schwarze Flecke. Sie ist vom Ghissar- bis zum Altai-Gebirge, in Nordwest-China und im Himalaya verbreitet.[2]

## Vorkommen
Polygonia gigantea kommt in West- und Zentral-China vor. Das Typusexemplar ist ein Weibchen, wurde in Garzê (Tatsienlu) auf 7500 Fuß (etwa 2300 Meter) Höhe gefangen und hatte eine Spannweite von 72 Millimetern.

## Synonyme
- Grapta gigantea Leech, 1890
- Grapta bocki Rothschild, 1894
- Grapta erebina Oberthür, 1911
- Polygonia giganteum
- Nymphalis gigantea[4]